# Талдинський сільський округ (Панфіловський район)
Талди́нський сільський округ (каз. Талдын ауылдық округі, рос. Талдинский сельский округ) — адміністративна одиниця у складі Панфіловського району Жетисуської області Казахстану. Адміністративний центр — село Талди.
Населення — 5440 осіб (2021; 5042 у 2009, 5161 у 1999, 4332 у 1989).
Станом на 1989 рік існувала Талдинська сільська рада (села Лісновка, Награші), село Єнбекші перебувало у складі Улкенагаської сільської ради.

## Склад
До складу округу входять такі населені пункти:
| Населений пункт | Населення, осіб (1989) | Населення, осіб (1999) | Населення, осіб (2009) | Населення, осіб (2021) |
| --------------- | ---------------------- | ---------------------- | ---------------------- | ---------------------- |
| Єнбекші, село   | 1554                   | 1745                   | 1533                   | 1601                   |
| --Белімше       | -                      | -                      | -                      | 9                      |
| Жеруйик, село   | 1161                   | 1454                   | 1446                   | 1750                   |
| Талди, село     | 1617                   | 1962                   | 2063                   | 2080                   |